# Hội chứng sợ biển

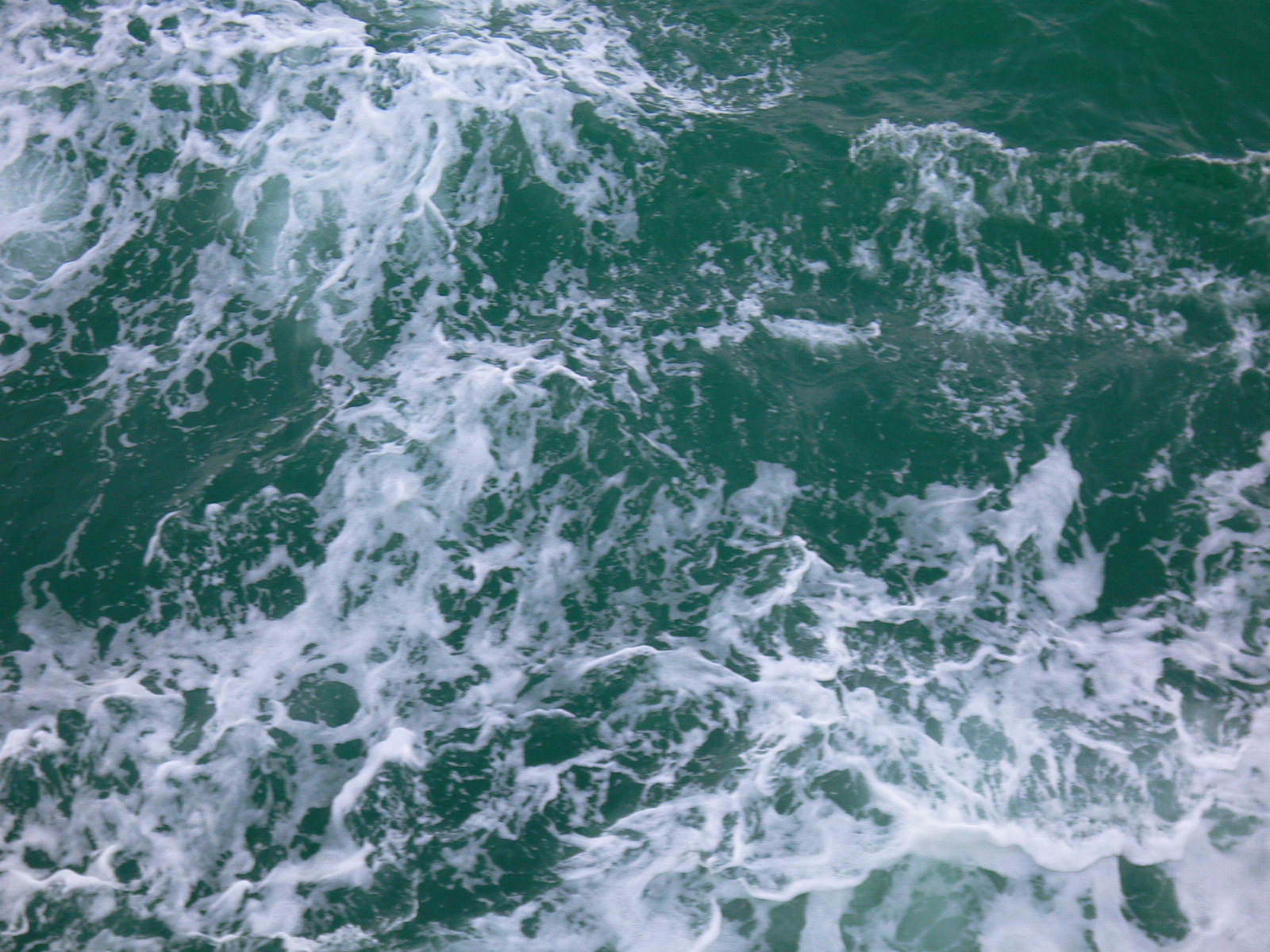
Nước biển ở eo biển Malacca.

Hội chứng sợ biển hay thalassophobia, bắt nguồn từ tiếng Hy Lạp: thalassa nghĩa là "sea", "biển" và φόβος, phobos là "fear", "sợ") là chứng sợ biển, nỗi ám ảnh kinh hoàng (intense) đến từ sự mênh mông, rộng lớn vô tận, bí ẩn của đại dương.

## Triệu chứng
Hội chứng này khiến người mắc phải gặp những ám ảnh về tinh thần cũng như những phản ứng tiêu cực về mặt sinh học. Người mắc hội chứng thường hoảng loạn, mất bình tĩnh và đầy lo lắng bất an mỗi khi đứng trước biển, những vùng nước lớn, hay tưởng tượng ra "kịch bản" đáng sợ về những thứ ẩn nấp dưới mặt nước. Với những trường hợp nhẹ thì họ chỉ sợ hãi khi bị đưa đến bờ biển hay phải di chuyển bằng các phương tiện hàng hải, có thể lo lắng hoang mang nhưng vẫn có thể kiềm chế bản thân.
Thậm chí ở những trường hợp nặng hơn, hội chứng này còn khiến con người sợ cả những sinh vật sống dưới nước, cho dù chúng đã chết và đang được rao bán tại chợ hay siêu thị.

## Nguyên nhân
Dưới đây là suy nghĩ điển hình của những người mắc hội chứng sợ biển, nó khiến cho họ tưởng tượng, suy diễn kịch bản bị tấn công để rồi lo sợ, hoang mang, thậm chí là hoảng loạn đến nỗi không dám bước chân xuống nước.

### Sự bí ẩn của đại dương sâu thẳm
Đại dương mênh mông rộng lớn vô tận bí ẩn và hầu như chưa được khám phá. Con người thường sợ cái gì mà họ không hiểu. Đó là những người bị rối loạn lo âu do sự bí ẩn của đại dương.

### Sự khổng lồ của sinh vật biển
Một số trường hợp có thể không sợ biển mà chỉ đơn giản là sợ gặp phải những sinh vật biển khổng lồ như sợ thủy quái (water monster), thuồng luồng. Các sinh vật biển có kích thước lớn và nguy hiểm như cá mập trắng lớn, cá chình điện hoặc động vật săn mồi biển nguy hiểm khác có thể tấn công người khi họ đang bơi. Giống như trong những bộ phim kinh dị, khi đang thả mình vào làn nước trong mát thì bị một vật gì đó to lớn kéo tuột xuống dưới mặt nước. Hay đang thả hồn vào cảnh biển đêm giữa muôn ngàn trăng sao thì bỗng bị kéo xuống tầng nước sâu dưới biển tối.

### Tai nạn do thảm họa
Người mắc hội chứng này thường lo âu khi đi thuyền, bè hay các phương tiện trên nước, họ sợ rằng sẽ có số phận giống những con tàu gặp nạn ở ngoài biền khơi sâu thẩm mà họ không thể lường trước được,nỗi sợ bị chết đuối lớn đến mức bất kể đang gặp nguy hiểm thế nào họ cũng không dám bước lên thuyền. Những dạng này chủ yếu có nguyên nhân do tâm lý bất ổn. Nhưng đa phần những người mắc hội chứng này là do ký ức hồi bé đã từng gặp tai nạn, chấn thương hoặc suýt mất mạng dù trực tiếp hay gián tiếp, dẫn đến gặp ám ảnh, tự hình thành cơ chế phòng thủ trong vô thức hay sang chấn tâm lý.

### Nguyên nhân khác
Một số nguyên nhân ít ỏi khác là liên quan đến mặt di truyền học, các bệnh liên quan đến tuyến giáp hay sự mất cân bằng nội tiết...

## Liệu pháp tâm lý
Một số loại phương pháp điều trị đã cho thấy kết quả tích cực trong việc vượt qua nỗi sợ hãi của các đại dương.
Hypnotherapy: Liệu pháp này liên quan đến việc thư giãn sâu dưới sự hướng dẫn của những chuyên gia được đào tạo bài bản. Nó giúp các bác sĩ chuyên khoa tìm ra nguyên nhân gốc rễ của nạn nhân bị ám ảnh đại dương.
Một loạt các buổi thôi miên giúp người bệnh "tháo gỡ nỗi sợ hãi" cuối cùng giảm thiểu những lo lắng gây ra mỗi lần họ thấy biển.
Nhưng cách tốt nhất để dập tắt nỗi sợ hãi, ám ảnh của bản thân là phải đối đầu trực tiếp với nó. Nếu bạn mắc phải hội chứng này thì hãy nhờ đến sự giúp đỡ của những chuyên gia và trải nghiệm biển cả bằng chính bản thân của mình!

## Hội chứng sợ có liên quan
Những thuật ngữ như Aquaphobia,Hydrophobia thường được sử dụng để mô tả Thalassophobia. 
- Aquaphobia thực sự là nỗi sợ hãi của tất cả các loại nước, kể cả lũ lụt do mưa hay thậm chí là cả nước trong bồn tắm.
- Hydrophobia thì khác, nó thi thoảng xuất hiện ở một số người và khiến họ trở nên rất kỵ nước.